# Estadio Municipal Luis Navarro Avilés
El Estadio Municipal «Alcalde Luis Navarro Avilés», anteriormente llamado «Estadio Municipal de San Bernardo» es un estadio de fútbol que se ubica en la ciudad de San Bernardo, al sur de la Región Metropolitana de Santiago en Chile. Es propiedad de la Municipalidad de San Bernardo y cuenta con una capacidad para 3516 espectadores. El club de Magallanes de la Primera B de Chile disputa sus partidos en el estadio. Al igual que el equipo de Tercera División B, San Bernardo Unido. 
El estadio esta inserto en el Complejo Deportivo Municipal «Alcalde Luis Navarro Avilés», recinto que cuenta además con otras tres canchas de fútbol —una con galerías—, un gimnasio para boxeo, dos piscinas, dos canchas de baloncesto, un vivero, un anfiteatro y pistas de bicicrós. De característica polifuncional, es ocupado para la práctica de fútbol, conciertos, festivales, actividades deportivas y formativas de organización privada y municipal, actividades a beneficencias, entre otras.
En agosto de 2014 Magallanes firmó un acuerdo con el municipio de la comuna para poder ocupar las instalaciones del estadio, el cual sería refaccionado para mejorar su infraestructura, se instaló una nueva superficie de juego con pasto natural para fútbol profesional, nuevos camarines, mejoras en ambas graderías este y oeste, cierres perimetrales y nuevos accesos.
Cabe señalar que el recinto no tiene relación con el Estadio Vulco (ex- Estadio Maestranza), donde hizo de local el cuadro de Maestranza Central, su sucesor San Bernardo Central y posteriormente el ya mencionado Magallanes, ya que dicho reducto sigue siendo de propiedad privada.